# Ambasador dobrej woli UNICEF
Ambasador dobrej woli UNICEF – honorowy tytuł organizacji Funduszu Narodów Zjednoczonych Pomocy Dzieciom (UNICEF).

## Historia i cele organizacji
Pierwszym ambasadorem dobrej woli był Danny Kaye, który uzyskał ten tytuł w 1954. Po nim tytuł ten zdobywali inni, działając jako międzynarodowi, regionalni czy też narodowi ambasadorzy. Celem programu jest pozyskanie sławnych osobistości dla promocji programów UNICEF, może to przybierać formę publicznych wystąpień, pokazywania się w rejonach zagrożonych głodem, wojną czy epidemią itp. celem zwrócenia uwagi opinii publicznej na tego typu problemy.

## Lista ambasadorów dobrej woliUNICEF

### Polscy ambasadorzy dobrej woli UNICEF
- Małgorzata Foremniak – aktorka
- Majka Jeżowska – piosenkarka
- Natalia Kukulska – piosenkarka
- Artur Żmijewski – aktor
- Kacper Łabanc – fundraiser
- Magdalena Różczka – aktorka
- Robert Lewandowski – piłkarz
- Robert Korzeniowski – lekkoatleta[1]
- Łukasz Nowicki – aktor
- Agnieszka Radwańska – tenisistka[2]

### Międzynarodowi ambasadorzy dobrej woli UNICEF
- Orlando Bloom – brytyjski aktor i producent filmowy
- Katy Perry – amerykańska piosenkarka, kompozytorka i aktorka
- Emmanuelle Béart – aktorka francuska
- David Beckham – angielski piłkarz
- Harry Belafonte – amerykański piosenkarz i aktor filmowy
- Jackie Chan – hongkoński aktor, reżyser, scenarzysta, producent, kaskader, muzyk, przedsiębiorca i komik
- Judy Collins – amerykańska piosenkarka folkowa i autorka tekstów
- Ali Daei – irański piłkarz
- Mia Farrow – amerykańska aktorka
- Roger Federer – szwajcarski tenisista
- Serena Williams – amerykańska tenisistka
- Novak Đoković – serbski tenisista
- Whoopi Goldberg – amerykańska aktorka, komediantka i piosenkarka
- Ryan Giggs – walijski piłkarz
- Nwankwo Kanu – nigeryjski piłkarz
- Angélique Kidjo – benińska piosenkarka
- Johann Olav Koss
- Tetsuko Kuroyanagi
- Ralph Fiennes – brytyjski aktor filmowy i teatralny
- Femi Kuti
- Leon Lai
- Lady Gaga – amerykańska piosenkarka
- Lang Lang
- Jessica Lange – amerykańska aktorka filmowa i teatralna
- Ricky Martin – portorykański wokalista popowy i aktor
- Nana Mouskouri – grecka piosenkarka
- Youssou N’Dour – senegalski kompozytor, wokalista i perkusista
- Vanessa Redgrave – brytyjska aktorka
- Sebastião Salgado – brazylijski fotograf
- Susan Sarandon – amerykańska aktorka
- Shakira – kolumbijska piosenkarka
- Vendela Thommessen – szwedzka modelka
- Maksim Wiengierow
- Jyrki Linnankivi – fiński muzyk
- Jason Isaacs – aktor angielski
- Lionel Messi – piłkarz argentyński
- Selena Gomez – amerykańska aktorka i piosenkarka
- Millie Bobby Brown – brytyjska aktorka (najmłodszy członek)

### Regionalni
- Mahmoud Kabil (Egipt)
- Mercedes Sosa (Argentyna)
- Anatolij Karpow (Rosja)
- Milena Zupancic (Słowenia)
- Pita Taufatofua (Pacyfik)[3]

### Zmarli
- Audrey Hepburn (zm. 1993)
- Danny Kaye (zm. 1987)
- Peter Ustinov (zm. 2004)
- Toše Proeski (zm. 2007)
- Richard Attenborough (zm. 2014)
- Roger Moore (zm. 2017)

### Inne narodowości

#### Argentyna
- Julián Weich

#### Armenia
- Charles Aznavour

#### Australia
- John Doyle
- Jimmy Barnes
- Nicole Kidman
- Gretel Killeen
- Norman Swan
- Anna Volska
- John Bell
- Yvonne Kenny
- Greig Pickhaver
- Marcus Einfeld
- Layne Beachley
- Geoffrey Rush
- Ken Done
- Cate Blanchett

#### Azerbejdżan
- Teymur Rəcəbov

#### Austria
- Thomas Brezina
- Christiane Hörbiger

#### Belgia
- Salvatore Adamo
- Dixie Dansercoer
- Frank De Winne
- Jean-Michel Folon
- Justine Henin
- Alain Hubert
- Helmut Lotti
- Khadja Nin
- Axelle Red

#### Bośnia i Hercegowina
- Edin Džeko

#### Brazylia
- Renato Aragão
- Daniela Mercury

#### Chile
- Iván Zamorano

#### Chorwacja
- Zlatan Stipišić Gibonni
- Bojana Gregorić
- Slaven Bilić

#### Czechy
- Jirina Jiraskova

#### Dania
- Alexandra Manley
- Kurt Flemming
- Jesper Klein
- Bubber

#### Estonia
- Eri Klas
- Erki Nool
- Maarja-Liis Ilus

#### Etiopia
- Berhane Adere
- Kenenisa Bekele

#### Filipiny
- Gary Valenciano

#### Finlandia
- Micke Rejstrom
- Jorma Uotinen
- Juha Laukkanen
- Anna Hanski
- Eija Vilpas
- Trio Töykeät
- Rainer Kaunisto
- Katri-Helena Kalaoja
- Pave Maijanen
- Eppu Nuotio
- Eija Ahvo
- Susanna Haavisto
- Arsi Harju
- Jyrki Linnankivi

#### Francja
- Patrick Poivre d’Arvor
- Yves Duteil
- Christophe Malavoy

#### Grecja
- Helene Glykatzi-Ahrweiler
- Antonis Samarakis

#### Hiszpania
- Emilio Aragón
- Imanol Arias
- Pedro Delgado
- José Carreras
- Joaquín Cortés
- Joan Manuel Serrat
- Sergio Ramos

#### Holandia
- Monique van de Ven
- Paul van Vliet
- Sipke Bousema
- Rintje Ritsma
- Edwin Evers
- Trijntje Oosterhuis
- Jurgen Raymann

#### Hongkong(SAR)
- Kelly Chen
- Daniel Chan
- Charlie Yeung
- Miriam Yeung

#### Indie
- Ravi Shastri
- Amitabh Bachchan

#### Indonezja
- Christine Hakim
- Ferry Salim

#### Irlandia
- Pierce Brosnan
- Gabriel Byrne
- Cathy Kelly
- Maxi
- Mike McCarthy
- Liam Neeson
- Samantha Mumba
- Stephen Rea

#### Izrael
- David Broza

#### Japonia
- Tetsuko Kuroyanagi
- Agnes Chan

#### Kanada
- Ben Mulroney
- Beckie Scott
- Sally Armstrong
- Roch Voisine
- Lloyd Axworthy
- Don Harron
- Catherine McKinnon
- Albert Shultz
- Amy Sky
- Marc Jordan
- Sheree Fitch
- Charlotte Diamond
- Leslie Nielsen
- Veronica Tennant
- Sharon, Lois & Bram
- Andrea Martin
- Kate Wheeler
- Kim Phúc

#### Kenia
- Effie Owour

#### Kolumbia
- Margarita Rosa de Francisco

#### Korea Południowa
- Sohn Pum-soo
- Ryu Si-won
- Kim Mee-hwa
- Chung Myung-hwa
- Hwang Byung-ki
- Ahn Sung-ki
- Park Wan-suh
- Choi Si-won
- Shin Kyung-sook[4]

#### Kuwejt
- Suad Abdullah

#### Macedonia
- Toše Proeski
- Rade Wrczakowski

#### Maroko
- Naïma Elmecherqui
- Rajae Belemlih
- Nawal El Moutawakel
- Hicham El Guerrouj

#### Meksyk
- César Costa

#### Mongolia
- Tumur Ariuna
- Asashoryu Dagvador

#### Namibia
- Frankie Fredericks
- Agnes Samaria

#### Niemcy
- Sabine Christiansen
- Joachim Fuchsberger
- Nina Ruge

#### Nigeria
- Nwankwo Kanu

#### Norwegia
- Ole Gunnar Solskjær
- Gustav Lorentzen
- Sissel Kyrkjebø

#### Nowa Zelandia
- Hayley Westenra

#### Oman
- Hamed Al-Wahaibi

#### Panama
- Danilo Pérez

#### Paragwaj
- Gloria Criscioni

#### Portugalia
- Pedro Couceiro
- Luís Figo
- Mariza

#### Rosja
- Ałła Pugaczowa
- Aleksiej Worobiew

#### RPA
- Quinton Fortune

#### Serbia
- Emir Kusturica
- Aleksandar Đorđević
- Ana Ivanović

#### Słowacja
- Kamila Magálová
- Peter Dvorský
- Vašo Patejdl

#### Słowenia
- Tone Pavček
- Lado Leskovar
- Milena Zupančič
- Boris Cavazza
- Zlatko Zahovič
- Vita Mavrič
- Marko Simeunovič

#### Szwecja
- Lars Berghagen
- Robyn
- Lill Lindfors

#### Szwajcaria
- James Galway
- Natascha Badmann

#### Tajlandia
- Kathleeya McIntosh
- H.E. Anand Panyarachun

#### Turcja
- Ferhan i Ferzan Önder
- Türkan Şoray
- Kıvanç Tatlıtuğ
- Nilüfer Yumlu

#### Ukraina
- Rusłana Łyżyczko

#### USA
- Selena Gomez
- Clay Aiken
- India Arie
- Angela Bassett
- Katie Couric
- Jane Curtin
- Laurence Fishburne
- Sarah Hughes
- James Kiberd
- Annette Roque Lauer
- Téa Leoni
- Lucy Liu
- Alyssa Milano
- Sarah Jessica Parker
- Isabella Rossellini
- Marcus Samuelsson
- Summer Sanders
- Claudia Schiffer
- Liv Tyler
- Courtney B. Vance

#### Urugwaj
- Diego Forlán
- Enzo Francescoli

#### Węgry
- Judit Halász
- Gábor Presser

#### Wielka Brytania
- Kaye Adams
- Martin Bell
- Bill Deedes
- Ralph Fiennes
- Alex Ferguson
- Andrew O’Hagan
- Jemima Khan
- Elle Macpherson
- Manchester United F.C.
- Ewan McGregor
- Trudie Styler
- Robbie Williams
- Millie Bobby Brown

#### Wietnam
- Lê Huỳnh Đức

#### Włochy
- Piccolo Coro dell’Antoniano
- Francesco Totti
- Amii Stewart
- Daniela Poggi
- Bianca Pitzorno
- Lino Banfi
- Leo Nucci
- Vincenzo La Scola
- Paolo Maldini
- Roberto Bolle
- Milly Carlucci
- Vigili del Fuoco
- Simona Marchini

#### Wybrzeże Kości Słoniowej
- Basile Boli